# Julius Tinzmann
Heinz Julius Tinzmann (* 4. April 1907 in Rixdorf, heute Berlin-Neukölln; † 20. April 1982 in Berlin-Spandau) war ein deutscher Schriftsteller, Hörspielautor und Maler sowie im Vorkriegs-Deutschland Kameramann.

## Leben
Julius Tinzmann, Sohn des Malers Max Tinzmann, wuchs in einfachen Verhältnissen auf. Jugendbewegung und Arbeiterbildungsverein verschafften ihm das Erleben progressiver Kunst und den Kontakt zu einigen der Künstler. So lernte er László Moholy-Nagy kennen, der ihn nach seiner Berufung ans Bauhaus Weimar, 1923, dorthin zum Studium einlud. In dem einen Bauhaus-Jahr von 1923 bis 1924 waren seine Lehrer im künstlerischen Vorkurs Wassily Kandinsky, Oskar Schlemmer und Lyonel Feininger und vor allem Paul Klee.
Von 1925 bis 1928 lebte er in Berlin, wo er das Handwerk der Lichtbildnerei als Volontär bei der Kulturfilmproduktion erlernte. Nebenbei betätigte er sich als freier Maler in konstruktivistischer Richtung und stellte verschiedentlich aus. Allerdings sind nur wenige Bilder aus dieser Zeit erhalten. Weil er damit seinen Lebensunterhalt nicht bestreiten konnte, verrichtete er Gelegenheitsarbeiten und -aufträge. Beispielsweise ging er den Bühnenregisseuren Erwin Piscator und Leopold Jessner zur Hand.
1928 schrieb er sich an der Kunst- und Gewerbeschule Burg Giebichstein in Halle (Saale) ein. Als Meisterschüler studierte er bei Charles Crodel und Erwin Hahs. Mit seinem Atelierpartner Fritz Winter entwickelte sich eine lebenslange Freundschaft. Eine Vielzahl von Tinzmanns expressionistischen Arbeiten hatte die Stadt Halle zum Gegenstand; sie wurden in Halle und Berlin ausgestellt. 1937 wurden in der Nazi-Aktion „Entartete Kunst“ nachweislich aus dem Städtischen Museum für Kunst und Kunstgewerbe der Stadt Halle (Saale) die beiden 1932 entstandenen Öl-Gemälde „Marktkirche und Roter Turm“ (1932) und „Roter Turm“ (1932) beschlagnahmt. Letzteres wurde danach vernichtet.
Unter den neuen politischen Vorzeichen 1933 verließ er Halle und gab das Malen auf. Zurückgekehrt nach Berlin, übte er von 1933 bis 1940 den Beruf eines Kameraassistenten bei Wochenschau, Werbung und Filmindustrie aus. In dieser Zeit schrieb er Tagebuch und notierte auch Gedichtentwürfe.
Von 1940 bis 1945 diente er als Unteroffizier in der Wehrmacht. In Italien geriet er nach Einstellung der Kampfhandlungen in Kriegsgefangenschaft und wurde ins Lager Rimini-Miramare („Deutsches Hauptquartier“) verbracht. Dort leitete er eine deutsche Theatergruppe, die vor Gefangenen in Ober- und Mittelitalien auftreten durfte, wobei ein erstes Bühnenstück entstand. Im Juni 1946 wurde er entlassen und nach einigen in Göttingen und Umgebung zugebrachten Tagen konnte er nach Berlin heimkehren.
Von 1946 bis 1973 war er als freier Schriftsteller tätig. Ein halbes Dutzend Romane fanden keinen Verleger, lediglich eine Reihe seiner Hörspiele und Fernsehdrehbücher wurden angenommen, wobei viele der von den Westberliner Sendern SFB und RIAS produzierten Hörspiele mehrfach gesendet wurden. Mit der Romantrilogie Das Klavier, einem sich über 50 Jahre erstreckenden Familienepos, hatte er 1968 einen Achtungserfolg, der auch als Hörspiel und als Fernseh-Zweiteiler (Regie Fritz Umgelter, zu Weihnachten 1972 ausgestrahlt) sein Publikum erreichte.
Nach einer Griechenlandreise 1973 widmete er sich wieder der Malerei. Er malte zumeist Natur- und Industrielandschaften mit Deckfarben (Gouache oder Acrylfarbe) auf Karton.
Am 20. April 1982 starb Julius Tinzmann in Berlin.

## Werke

### Bücher
- 1948: 1848. Eine europäische Chronik. Der neue Geist Verlag, Berlin.
- 1948: Franklin Delano Roosevelt. Steuben Verlag, Berlin (Kleine Steuben-Biographie.).
- 1968/69: Das Klavier. (Band 1: Ich bin ein Preuße. Band 2: Deutschland, Deutschland. Band 3: Die Fahne hoch.) Deutsche Verlagsanstalt, Stuttgart.

### Hörspiele
- 1957: Was siehst du? HR. Erstsendung 6. März 1957.
- 1958: Die Vögel. RB. Erstsendung 5. Februar 1958.
- 1958: Die Finsternis. SDR. Erstsendung 4. Juni 1958.
- 1958: Sommermorgen. RIAS Berlin. Erstsendung 24. September 1958.
- 1958: Im Schatten der Arena. RIAS Berlin. Erstsendung 7. Januar 1959.
- 1959: Indianersommer. Lesung eines Romankapitels. RIAS Berlin. Erstsendung 2. August 1959.
- 1959: Neonlicht. RIAS Berlin. Erstsendung 14. Oktober 1959.
- 1959: Fracht für Berlin. (Auch unter dem Titel Kohlen für Berlin.) SFB. Erstsendung 3. Dezember 1959.
- 1962: Wohin soll ich gehen? RIAS Berlin. Erstsendung 11. November 1962.
- 1965: Aufenthalt. RIAS Berlin. Erstsendung 12. Mai 1965.
- 1965: Mamm. RIAS Berlin. Erstsendung 8. Dezember 1965.
- 1970: Das Klavier. SFB. Erstsendung 20. März 1971.

## Fernsehspiele
- 1959: Hinter der Tür. (Drehbuch) SWF. Erstsendung 8. Dezember 1960.
- 1960: Grenzzwischenfall. (Regie) SWF. Erstsendung 8. Dezember 1960.
- 1961: Ein schöner Tag. (Drehbuch) SWF. Erstsendung 11. Mai 1961.
- 1962: Heute Nacht starker Nebel. (Regie-Assistenz) SFB. Erstsendung 18. Juli 1962.
- 1966: Abgründe. (Darsteller) SFB. Voraufführung 14. Dezember 1966, Erstsendung 17. Oktober 1967.
- 1969: Frei bis zum nächsten Mal. (Idee) ZDF. Erstsendung 23. Juli 1969.
- 1972: Das Klavier. (Buchvorlage, Drehbuch) SFB. Erstsendung 25. und 26. Dezember 1972.

## Ausstellungen
(Frühe Ausstellungen sind nicht dokumentiert.)
- 1978: Imaginationen. Kunstamt Tiergarten im Haus am Lützowplatz, Berlin.
- 1984: Imaginationen. Arbeiten von 1974 bis 1980. Städtisches Gustav-Lübcke-Museum, Hamm.
- 2003: Julius Tinzmann. Malerei. Galerie Kunstverein Talstraße, Halle (Saale).

## Rezeption
Die Farbgebungen sind das Markante in Tinzmanns Bildern. Der Kunsthistoriker Hans Wille beschrieb dies 1984 in seinem Katalogtext als „farbige Durchdringung und Erhellung“ der dargestellten Dinge und Landschaften, die so eine „unerhörte Leuchtkraft“ erhielten. Seine Kollegin Dorit Litt hob 2003 in ihrer Rede zur Vernissage in Halle (Saale) ebenfalls den „deutlich expressiven“ Farbauftrag hervor. „Die häufig zerfasernden Ränder geben seinen Stadt- und Landschaftsansichten etwas Irreales“, fügte sie hinzu.
Tinzmanns frühes Hörspiel Die Vögel wurde als „pseudoromantisch“ und daher nicht überzeugend empfunden. Ein knappes Jahr später erntete er Anerkennung für seine innovative Ausführung von Im Schatten der Arena.
Als „unkonventionelle“ beziehungsweise „neue Form“, die „neue Wirkungsmöglichkeiten des Bildschirms“ erprobe, wurde auch sein Fernsehspiel Ein schöner Tag eingestuft.
Es sei ein „Experiment“, je nach Rezensent „spröde-poetisch“, „humorvoll-poetisch“, „kabarettistisch-poetisch“, „burlesk“ oder „hintergründig“. Dabei fiel als Vergleich immer wieder der Name Ionesco. Dagegen erhielt Hinter der Tür schlechte Kritiken: Das Gebotene sei „dürftig“ und „klischiert“, hieß es im Tagesspiegel. Der General-Anzeiger aus Wuppertal schrieb von einer konventionellen Erzählweise und enttäuschender Auflösung. Dem Rezensenten der Stuttgarter Zeitung erschien der Stil „penetrant“ und die Botschaft moralinsauer. Der „misslungene Schluss“ wurde auch im Tag, West-Berliner-Ausgabe, bemängelt. Der Fernsehkritiker der Stuttgarter Nachrichten fasste das Stück als „mittelmäßige Fleißarbeit“ zusammen.
Bezüglich seines Romanwerks wurde Tinzmann im Spiegel als ein „Erzähler von solidem Mittelmaß“ bezeichnet.